# Paolo Bisi
Paolo Bisi (Piacenza, 27 settembre 1964) è un disegnatore italiano.

## Carriera
Vincitore a Prato del concorso nazionale "Pierlambicchi" per giovani autori di fumetti il 1981. Diplomato nel 1983 all'Istituto d'arte di Parma, nella sezione "grafica pubblicitaria".
Lavora 1987-1993 in campo pubblicitario come freelance per diverse agenzie milanesi: Pirella Goettsche Lowe, Barbella Gagliardi Saffirio, Armando Testa... Realizzando soprattutto storyboard e layout. In quel periodo realizza anche illustrazioni per l'editoria per ragazzi: Editrice Piccoli e Editrice Bulgarini.
Nel 1992, pubblica una storia sulla rivista "Dark", intitolata "La casa dei fantasmi". Entra in contatto poi con la Star Comics di Ade Capone, disegnando due episodi di "Lazarus Ledd" e "Requiem" (sempre su testi di Capone), pubblicata prima da "Intrepido", quindi dall'etichetta dello stesso Capone, Liberty. 
Nel 1994 entra tra i collaboratori della Sergio Bonelli Editore, iniziando a lavorare sulla testata Mister No e Zagor. Paolo Bisi lavora con Glénat, Francia, 2005-2010.

## Altre attività artistiche
Paolo Bisi ha studiato per diversi anni chitarra classica e moderna concentrandosi in particolare sulla chitarra jazz. Durante gli anni novanta ha partecipato a vari seminari didattici tenuti da grandi chitarristi Jazz quali Joe Diorio, Pat Martino, Mick Goodrick, Mike Stern e Bruce Forman.

## Fumetti
- "La casa dei fantasmi”, Dark Magazine (Granata Press), 1992. Sceneggiatore Marcello Toninelli
- "Requiem”, Intrepido and Liberty Publishers, 1995. Sceneggiatore Ade Capone

Lazarus Ledd (Star Comics)
- "La città brucia”, 1994. Sceneggiatore Ade Capone
- "L'albero di Joshua”, 1995. Sceneggiatore Ade Capone

Mister No (Sergio Bonelli Editore)
- "Dietro la maschera”, 1996. Sceneggiatore Marco del Freo
- "Hell's Angels", 2000. Sceneggiatore Stefano Marzorati
- "L'attentato”, 2002. Sceneggiatore Stefano Marzorati
- "Gli intrighi del potere”, 2002. Sceneggiatore Stefano Marzorati
- "Braccati”, 2003. Sceneggiatore Michele Masiero
- "L'uomo del futuro”, 2005. Sceneggiatore Luigi Mignacco

Zagor (SBE)
- "Il tesoro di Digging Bill", 2005. "Almanacco Avventura". Sceneggiatore Luigi Mignacco
- "I lupi del fiume”, 2008. Sceneggiatore Diego Cajelli
- "Il prezzo del tradimento”, 2008. Sceneggiatore Diego Cajelli
- "Sertao", 2013. Sceneggiatore Mauro Boselli
- "La riscossa dei Cangaceiros", 2013. Sceneggiatore Mauro Boselli
- "La rivolta", 2015. Sceneggiatore Samuel Marolla
- "Hellgate brucia!", 2015. Sceneggiatore Samuel Marolla
- "Il ritorno dei Lupi Neri", 2016. Sceneggiatore Ade Capone
- "Spettri per Digging Bill", 2017. Sceneggiatore Samuel Marolla
- "La bestia dal passato", 2019. Sceneggiatore Adriano Barone
- "Zombi a Darkwood", 2020. Sceneggiatore Samuel Marolla
- "La sindrome di Beelzebul", 2020. Sceneggiatore Samuel Marolla

Con Glénat (Francia)
- "Dessins pour le climat", 2005.
- "Manson : Un jour dans la vie d'Eduardo Chavez", 2008. Sceneggiatore Cédric Rassat
- "Manson : L'ombre de Californie", 2009. Sceneggiatore Cédric Rassat
- "Manson : Par une longue nuit d'été ...", 2010. Sceneggiatore Cédric Rassat